# La Dori

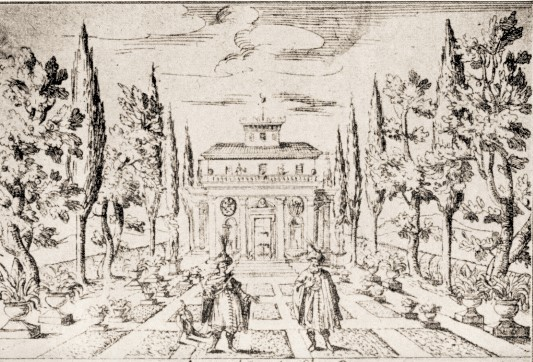
Scenbild från La Dori, 1665.

La Dori, ò vero La Schiava Fedele (Dori eller Den trogne slaven) är en italiensk opera (dramma musicale) i en prolog och tre akter med musik av Antonio Cesti och libretto av Giovanni Filippo Apolloni.

## Historia
Liksom Orontea och Francesco Cavallis Giasone tillhörde La Dori en av de flesta framförda operorna under senare delen av 1600-talet. Operan hade premiär 1657 i Innsbruck där Cesti var hovkompositör. Den första italienska uppsättningen skedde 1661 i Florens. Originalpartituret är försvunnet och inga kopior har återfunnits.

## Personer
- Dori, dotter till kung Archelao av Nicaea, förklädd till slaven Ali
- Oronte, prins av Persien och tronarvinge, förälskad i Dori
- Artaserse, Orontes farbror och regent
- Arsinoé, dotter till kung Archelao,  Doris syster
- Tolomeo, prins av Egypten förklädd till den unga kvinnan Celinda, förälskad i Arsinoé
- Arsete, Doris gamle väktare
- Erasto, Orontes vaktchef och förälskad i Celinda
- Dirce, Orontes gamla amma
- Golo, Orontes tjänare
- Bagoa, en eunuck och väktare av seraljen i Babylon
- Orontes moders ande Parisatide

## Handling
Kungen av Nicaea har lovat bort sin dotter Dori till prins Oronte av Persien. Dori kidnappades och antogs vara död. På resa i Egypten förälskar sig Oronte i den egyptiske kungens dotter, som också heter Dori. Det visar sig att den riktiga Dori av Egypten dog i en olycka och hennes väktare Arsete tog ett annat barn, Dori av Nicaea, och uppfostrade hennes som egyptisk prinsessa. 